# Guillaume Senez
Guillaume Senez (Uccle, 6 luglio 1978) è un regista e sceneggiatore belga.

## Biografia
È vincitore del premio Magritte per il miglior regista, ottenuto nel 2019 per il film Le nostre battaglie (2018).

## Filmografia
- Keeper (2015)
- Le nostre battaglie (Nos batailles) (2018)
- Ritrovarsi a Tokyo (Une part manquante) (2024)